# 篠路町上篠路
篠路町上篠路（しのろちょうかみしのろ）は北海道札幌市北区にある地名。
上篠路は篠路町地区の南東部を占める。篠路新川が地域の北辺、旧琴似川が西辺を成し、中央を伏籠川が北に向かって流れる。

## 歴史
地名の起源は古く、寛政年間の石狩十三場所のひとつが「上シノロ」である。
現在の上篠路の北部は、かつては五ノ戸（ごのへ）と呼ばれていた。由来は「最初の入植者が5戸だったから」あるいは「青森県五戸町から入植してきたから」と言われるが、正確なところは不明である。「篠路五ノ戸の森緑地」にその名を残しているが、緑地の所在地は篠路に区分される。
上篠路の南部の旧名は十軒（じっけん）である。1871年（明治4年）に南部藩士10戸が入植したことから、その名がついた。しかしこの10戸はいずれも開拓に挫折して離脱しており、現在の地域の農家の祖は後続の入植者たちである。正式な地名としては消滅した「十軒」であるが、神社や会館の名称に残っている。

## 施設
- 札幌市立上篠路中学校
- 十軒神明宮
- 教願寺

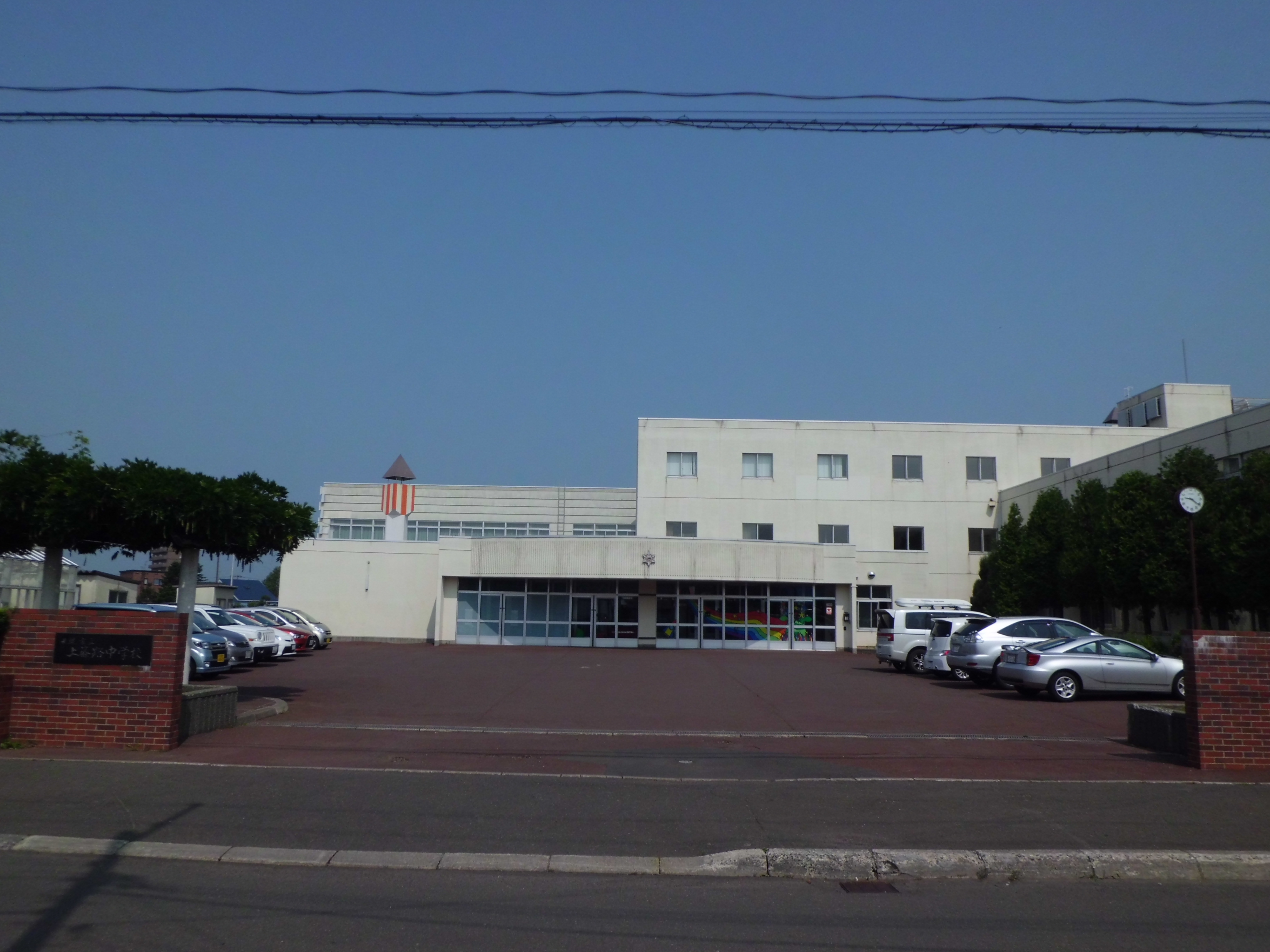
上篠路中学校
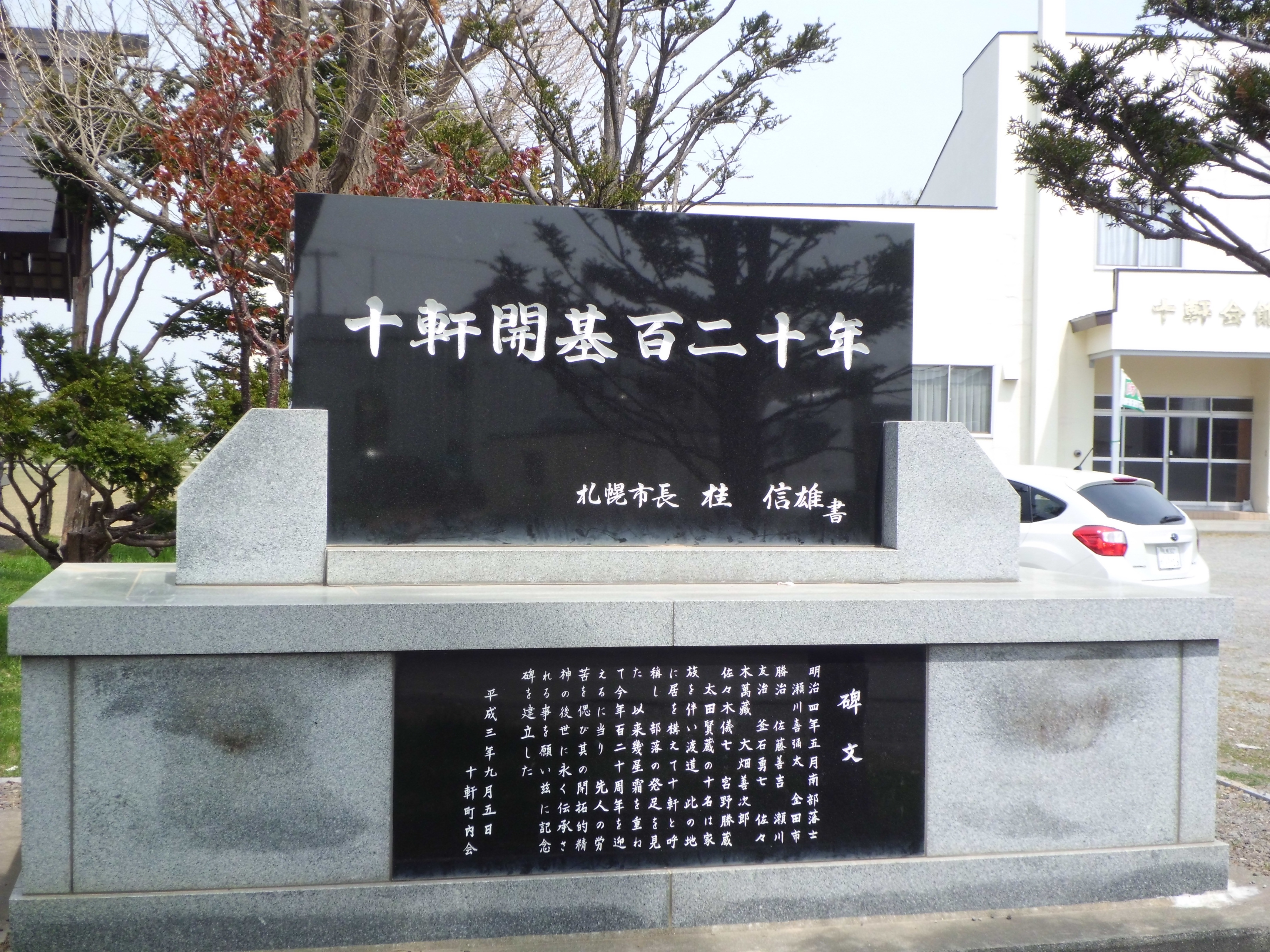
「十軒開基百二十年」碑
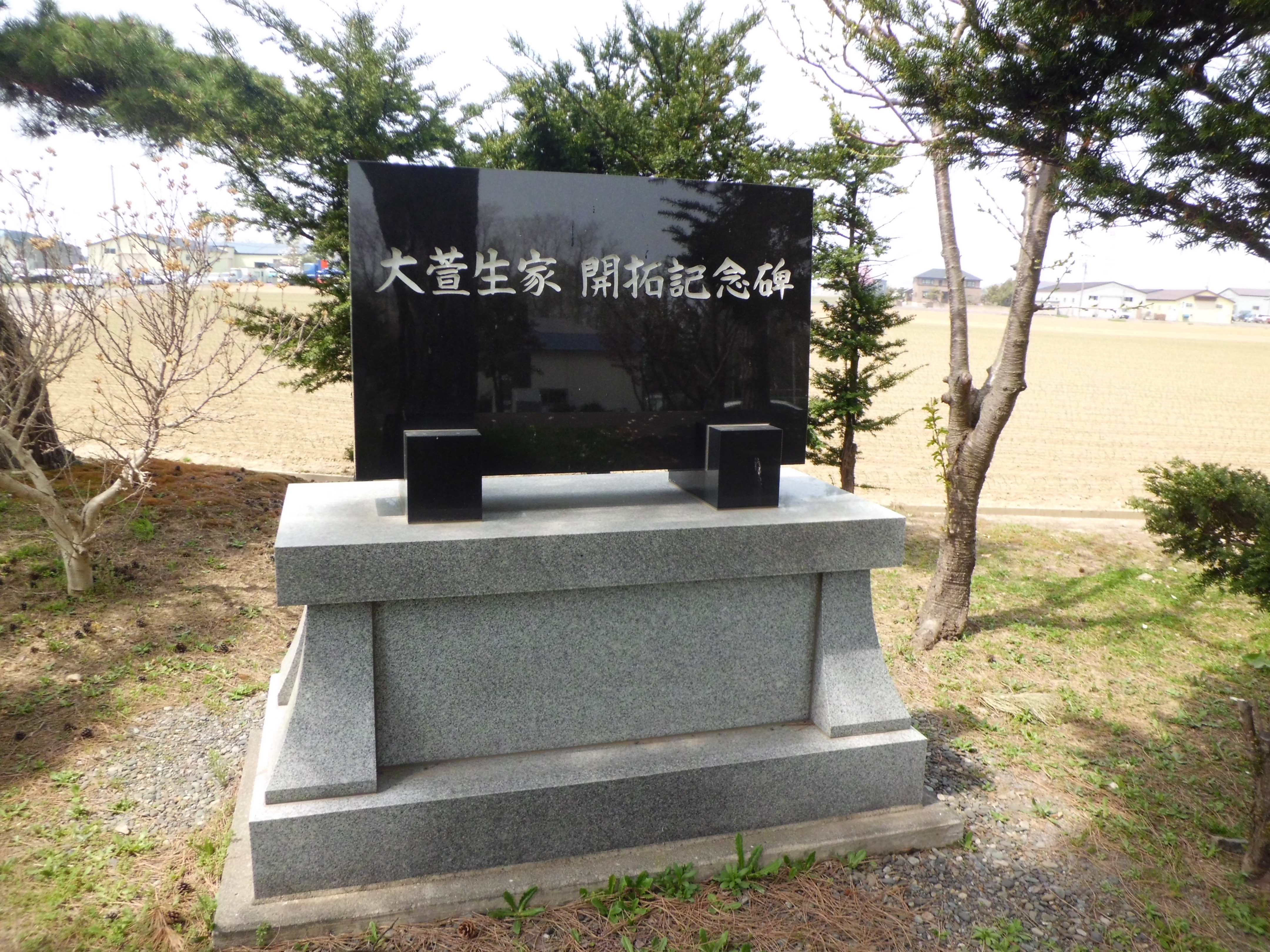
大萱生家 開拓記念碑
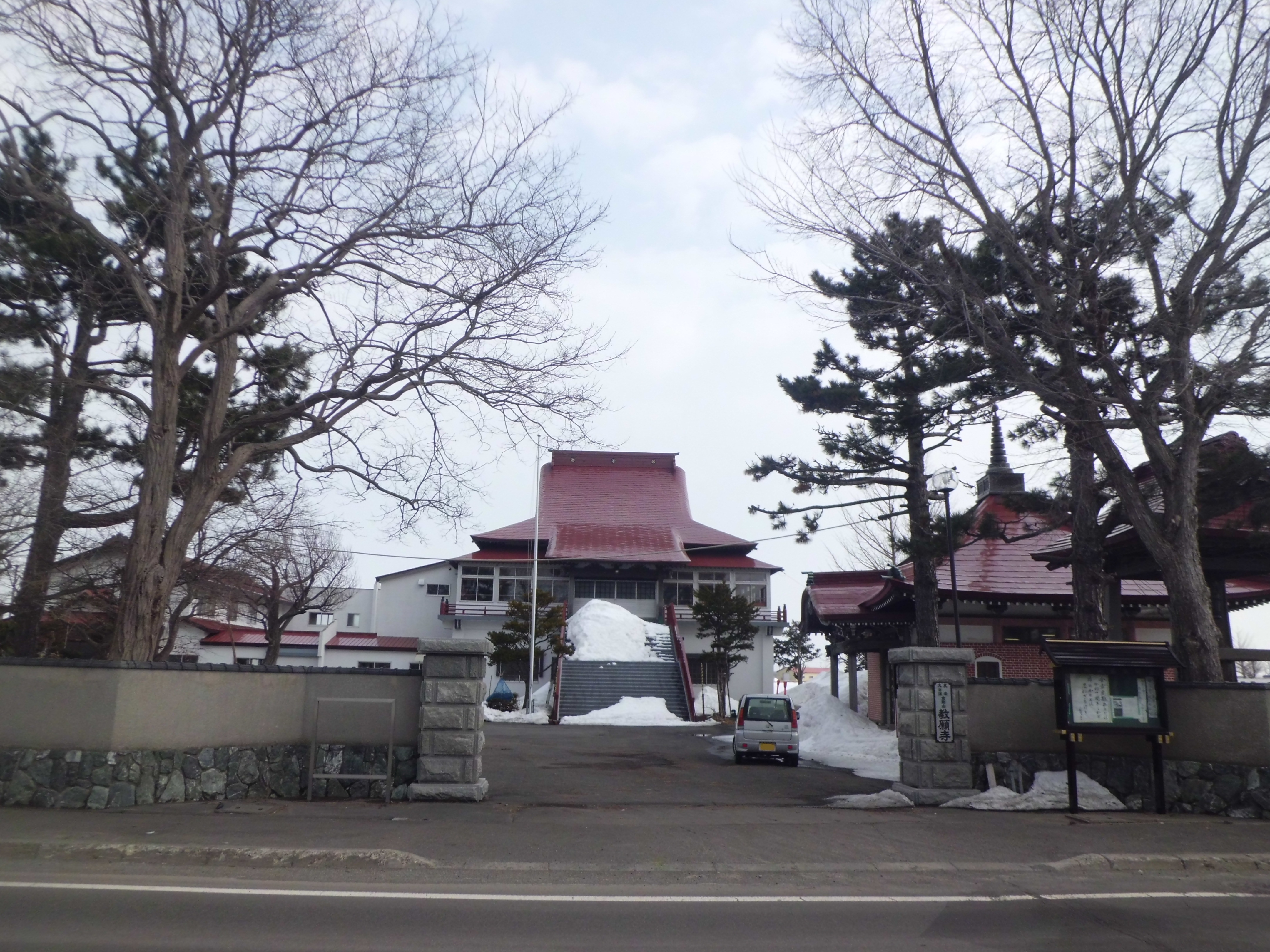
教願寺